# Biache-Saint-Vaast
Biache-Saint-Vaast és un municipi francès situat al departament del Pas de Calais i a la regió dels Alts de França. L'any 2007 tenia 3.872 habitants.

## Demografia

### Població
El 2007 la població de fet de Biache-Saint-Vaast era de 3.872 persones. Hi havia 1.509 famílies de les quals 351 eren unipersonals (123 homes vivint sols i 228 dones vivint soles), 482 parelles sense fills, 560 parelles amb fills i 116 famílies monoparentals amb fills.
La població ha evolucionat segons el següent gràfic:
Habitants censats

### Habitatges
El 2007 hi havia 1.585 habitatges, 1.522 eren l'habitatge principal de la família, 11 eren segones residències i 52 estaven desocupats. 1.477 eren cases i 108 eren apartaments. Dels 1.522 habitatges principals, 1.186 estaven ocupats pels seus propietaris, 308 estaven llogats i ocupats pels llogaters i 28 estaven cedits a títol gratuït; 4 tenien una cambra, 43 en tenien dues, 147 en tenien tres, 458 en tenien quatre i 870 en tenien cinc o més. 1.129 habitatges disposaven pel capbaix d'una plaça de pàrquing. A 728 habitatges hi havia un automòbil i a 492 n'hi havia dos o més.

### Piràmide de població
La piràmide de població per edats i sexe el 2009 era:
| Homes | Edats   | Dones |
| ----- | ------- | ----- |
| 0     | 95 o +  | 0     |
| 0     | 90 a 94 | 8     |
| 12    | 85 a 89 | 36    |
| 12    | 80 a 84 | 44    |
| 28    | 75 a 79 | 60    |
| 68    | 70 a 74 | 104   |
| 76    | 65 a 69 | 84    |
| 128   | 60 a 64 | 100   |
| 108   | 55 a 59 | 108   |
| 148   | 50 a 54 | 148   |
| 156   | 45 a 49 | 160   |
| 136   | 40 a 44 | 148   |
| 152   | 35 a 39 | 152   |
| 140   | 30 a 34 | 112   |
| 120   | 25 a 29 | 124   |
| 92    | 20 a 24 | 96    |
| 192   | 15 a 19 | 148   |
| 212   | 10 a 14 | 128   |
| 124   | 5 a 9   | 96    |
| 84    | 0 a 4   | 72    |

## Economia
El 2007 la població en edat de treballar era de 2.508 persones, 1.665 eren actives i 843 eren inactives. De les 1.665 persones actives 1.445 estaven ocupades (845 homes i 600 dones) i 219 estaven aturades (112 homes i 107 dones). De les 843 persones inactives 223 estaven jubilades, 241 estaven estudiant i 379 estaven classificades com a «altres inactius».

### Ingressos
El 2009 a Biache-Saint-Vaast hi havia 1.543 unitats fiscals que integraven 3.987,5 persones, la mediana anual d'ingressos fiscals per persona era de 16.197 €.

### Activitats econòmiques
Dels 111 establiments que hi havia el 2007, 1 era d'una empresa extractiva, 4 d'empreses alimentàries, 6 d'empreses de fabricació d'altres productes industrials, 15 d'empreses de construcció, 25 d'empreses de comerç i reparació d'automòbils, 5 d'empreses de transport, 6 d'empreses d'hostatgeria i restauració, 2 d'empreses d'informació i comunicació, 5 d'empreses financeres, 2 d'empreses immobiliàries, 6 d'empreses de serveis, 23 d'entitats de l'administració pública i 11 d'empreses classificades com a «altres activitats de serveis».
Dels 29 establiments de servei als particulars que hi havia el 2009, 1 era una oficina de correu, 2 oficines bancàries, 3 tallers de reparació d'automòbils i de material agrícola, 2 autoescoles, 3 paletes, 3 guixaires pintors, 2 fusteries, 2 lampisteries, 1 electricista, 5 perruqueries, 2 restaurants, 1 tintoreria i 2 salons de bellesa.
Dels 11 establiments comercials que hi havia el 2009, 1 era un hipermercat, 2 fleques, 2 carnisseries, 1 una llibreria, 1 una botiga d'equipament de la llar, 1 una sabateria, 2 botigues de material esportiu i 1 una joieria.
L'any 2000 a Biache-Saint-Vaast hi havia 6 explotacions agrícoles que ocupaven un total de 294 hectàrees.

## Equipaments sanitaris i escolars
El 2009 hi havia 1 psiquiàtric, 2 farmàcies i 1 ambulància.
El 2009 hi havia 1 escola maternal i 1 escola elemental. Biache-Saint-Vaast disposava d'un col·legi d'educació secundària amb 456 alumnes.

## Poblacions més properes
El següent diagrama mostra les poblacions més properes.